# Śmierć pięknych saren (film)
Śmierć pięknych saren (cz. Smrt krásných srnců) – czechosłowacki komediodramat z 1987 roku w reżyserii Karela Kachyňy, zrealizowany na podstawie zbioru opowiadań pod tym samym tytułem autorstwa Oty Pavla. Film był oficjalnym czechosłowackim kandydatem do Oscara dla najlepszego filmu nieanglojęzycznego, ale ostatecznie nie zdobył nominacji.

## Fabuła
Film na podstawie autobiograficznej książki Oty Pavla Śmierć pięknych saren, pokazujący losy żydowskiej rodziny przed, i w trakcie II wojny światowej.

## Obsada
- Karel Heřmánek jako tata
- Marta Vančurová jako mama
- Rudolf Hrušínský jako Prošek[1]

## Produkcja
Zdjęcia kręcono w następujących miejscowościach w Czechach: Týřovice (Hřebečníky) nad rzeką Berounką, Vlkonice, Karlowe Wary, Praga i Křivoklát.